# السلاح العاري: من ملفات فرقة الشرطة!
السلاح العاري: من ملفات فرقة الشرطة! (بالإنجليزية: The Naked Gun: From the Files of Police Squad!)‏، هو فيلم كوميدي أمريكي من إخراج ديفيد زاكر، وإنتاج وتوزيع شركة باراماونت بيكتشرز. الفيلم من بطولة ليسلي نيلسن بدور ملازم الشرطة فرانك دريبين، الذي يسعى لكشف مؤامرة إجرامية تتضمن أشخاصًا يتم التحكم في عقولهم لتنفيذ عمليات اغتيال.

## القصة
فرانك وهو عضو من القوات الجوية الأمريكية يبحث عن رجل ثرى، واكتشف أن الرجل الثرى شارك في عملية المؤامرة لقتل ملكة بريطانيا إليزبيث، وهي تشاهد في مباراة البسبيول، إلا أنه تمكن من القضاء على الرجل عبر تنويم مغناطيسى خاطئ وجهت على مشجعة فسقطت على الرجل، فبعد محاولة فاشلة لقتل الملكة.

## روابط خارجية
- السلاح العاري: من ملفات فرقة الشرطة! على موقع IMDb (الإنجليزية)
- السلاح العاري: من ملفات فرقة الشرطة! على موقع ميتاكريتيك (الإنجليزية)
- السلاح العاري: من ملفات فرقة الشرطة! على موقع روتن توميتوز (الإنجليزية)
- السلاح العاري: من ملفات فرقة الشرطة! على موقع نتفليكس (الإنجليزية)
- السلاح العاري: من ملفات فرقة الشرطة! على موقع قاعدة بيانات الأفلام العربية
- السلاح العاري: من ملفات فرقة الشرطة! على موقع ألو سيني (الفرنسية)
- السلاح العاري: من ملفات فرقة الشرطة! على موقع Turner Classic Movies (الإنجليزية)
- السلاح العاري: من ملفات فرقة الشرطة! على موقع أول موفي (الإنجليزية)
- السلاح العاري: من ملفات فرقة الشرطة! على موقع بوكس أوفيس موجو (الإنجليزية)
- السلاح العاري: من ملفات فرقة الشرطة! على موقع فيلمافينيتي (الإسبانية)